# Valeska Soares
Valeska Soares (Belo Horizonte, 1957) é uma artista visual brasileira, Vive e trabalha no Brooklyn, Nova York. Suas obras trabalham com diferentes linguagens como, instalação, vídeo, colagem, escultura.

## Formação
Formada em arquitetura na Universidade de Santa Úrsula, Rio de Janeiro, formação esta que complementou o interesse pela especificidade do local, com obras que consideram tanto a história contextual quanto as construções espaciais. 
Em, 1990, Valeska se especializa em história da arte e arquitetura pela Pontifícia Universidade Católica do Rio de Janeiro (PUC-Rio), e em, 1992, já morando nos Estados Unidos, cursa o mestrado no Pratt Institute. Em, 1996 inicia doutorado na Universidade de Nova Iorque. 

## Carreira
Começou a expor profissionalmente no Brasil no começo dos anos 1990. Sua primeira exposição individual foi realizada, 1991, Espaço Cultural Sérig Porto, no Rio de Janeiro. Em 1994, após concluir seu mestrado, ela se tornou uma candidata a Doutor em Artes na Escola de Educação da Universidade de Nova York e teve sua primeira exposição individual em Nova York na Galeria de Informações[carece de fontes?]. 
Em 2003 teve sua primeira exposição de pesquisa, Valeska Soares: Follies, que foi apresentada pelo Museu de Artes do Bronx e viajou para o Museu de Arte Contemporâneo em Monterrey, no México.
O trabalho de Soares foi incluído em várias exposições internacionais, incluindo a Bienal de Veneza de 2007 e 2005; a Bienal de São Paulo de 2009, 1998 e 1994; a Bienal de Sharjah em 2009; a Bienal de Taipei em 2006; a Bienal de Liverpool em 2004; e a Bienal de Havana em 1991. 